# 로버트 세지윅

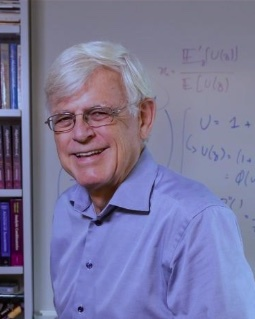

로버트 세지윅(Robert Sedgewick, 1946년 ~ )은 알고리즘 개론 교과서 시리즈로 유명한 컴퓨터 과학자이다.
스탠퍼드 대학교에서 도널드 커누스의 지도로 박사학위를 받았다. 박사논문은 퀵 정렬에 관한 것이다. 1997년 ACM의 특별 회원이 되었다.
현재 프린스턴 대학교 컴퓨터 과학과 교수로 재직 중이며, 어도비 시스템사의 경영에 참여하고 있다.

## 저서
- C로 구현한 알고리즘 ISBN 89-450-7011-7